# SP02
biblio Leaf SP02（ビブリオ リーフ エスピーゼロニ）は、台湾のFOXCONNとKDDIの共同開発による電子ペーパー搭載の電子書籍端末である。
auブランドを展開するKDDI／沖縄セルラー電話のCDMA 1X WIN（CDMA2000 1xEV-DO Rev.A）対応の通信モジュール付。製造型番はFCS02（えふしーえす ぜろに）。

## 概要
同キャリア向けとしては初となる本格的な「電子ブックリーダー」である。本機にはソーラーパネルが装備されており太陽光から充電ができる（蛍光灯下は不可）。液晶パネルはソニー・リーダーと同じく電子インク (E_Ink) を採用した白黒表示（16階調）の電子ペーパーとなっており、1回の充電で約50冊（約13,000ページ相当）の読書が可能となる。2011年2月時点では日本市場で市販されている唯一の3GとWi-Fi接続に対応した電子ペーパー表示の電子書籍端末であった。
電子書籍配信のプラットフォームはソニー・KDDI・凸版印刷・朝日新聞社の合弁会社であるブックリスタが担当しており、同社が供給するコンテンツを専用サイト「LISMO Book Store」にて販売し、XMDFファイルでダウンロード配信する形となる。ブックリスタは日本版のソニー・リーダーの電子書籍販売サイト「Reader Store」においても既に供給しているため、両者間での販売タイトルは遜色無いものとされている（互換性は不明）。なお、ソニー・リーダーのPRS-350と構造・操作面で似通う点があるが、OEM製品ではないとされている。
料金プランは当機種専用のもので、基本料とパケット定額相当込みで1575円の固定料金となっている。これに「誰でも割シンプル（特定機器）」を適用すると、月々525円に割引される（誰でも割参照）。
内蔵メモリは2GBで、XMDFファイルのほかPDF、EPUBにも対応している。

## 沿革
- 2010年（平成22年）10月18日 - KDDI、沖縄セルラーより公式発表[5][6]。
- 2010年12月25日 - 関西・沖縄地区にて先行発売開始[7]。
- 2011年（平成23年）1月以降 - 上記以外の残りの地区にて順次発売[7]。
- 2012年（平成24年）5月 - 販売終了。
- 2016年（平成28年）4月30日 - 「LISMO Book Store」サービス終了[8][9]。
- 2022年（令和4年）3月31日 - 3Gサービスの提供終了[8]。

## 補足
ペットネーム（商品名）に“biblio”の名を冠しているものの、EZweb経由でダウンロードした電子書籍（EZブック）は再生することができず、2010年夏頃に終売している東芝製フィーチャーフォンのbiblio（TSY01）に保存した電子書籍コンテンツとの互換性は全くない。